# Sveriges alpina skidlandslag
Sveriges alpina skidlandslag är landslaget som representerar Sverige i världscupen och vid internationella tävlingar i skidgrenarna slalom, storslalom, Super-G, störtlopp, parallellslalom och alpin kombination på skidor.

## Träningsgrupper

### 2020/2021
| André Myhrer                           | Bergsjö Hassela Alpina | 1983   |               |              |      |
| Johan Hagberg                          | Avesta AK              | 1999   |               |              |      |
| Mattias Hargin                         | Huddinge SK            | 1985   |               |              |      |
| Matts Olsson                           | Valfjällets SLK        | 1988   |               |              |      |
| Mattias Rönngren                       | Åre SLK                | 1993   |               |              |      |
| Gustav Lundbäck                        | Luleå AK               | 1993   |               |              |      |
| Kristoffer Jakobsen                    | Storklintens AK Skalp  | 1994   |               |              |      |
| Herrar träningsgrupp 2 - fart & teknik |                        |        |               |              |      |
| Namn                                   | Klubb                  | Född   |               |              |      |
| Max-Gordon Sundquist                   | Östersund Frösö SLK    | 1994   |               |              |      |
| Anthon Cassman                         | Östersund Frösö SLK    | 1993   |               |              |      |
| Emil Johansson                         | SK Vitesse             | 1988   |               |              |      |
| Hannes Grym                            | Storklintens AK Skalp  | 1996   |               |              |      |
| Jesper Ask                             | IFK Arvidsjaur         | 1994   |               |              |      |
| Dan-Axel Grahn                         | Östersund Frösö SLK    | 1994   |               |              |      |
| Filip Vennerström                      | Sundsvalls SLK         | 1998   |               |              |      |
| Tobias Hedström                        | Duveds IF              | 1998   |               |              |      |
| Zack Monsén                            | Åre SLK                | 1997   |               |              |      |
| Filip Platter                          | Åre SLK                | 1997   |               |              |      |
| Herrar träningsgrupp 3                 |                        |        |               |              |      |
| Namn                                   | Klubb                  | Född   |               |              |      |
| Carl Jonsson                           | Klövsjö Alpina         | 2000   |               |              |      |
| Axel Lindqvist                         | Sundsvalls SLK         | 2000   |               |              |      |
| Jesper Brändholm                       | Sälens IF              | 1999   |               |              |      |
| Oscar Cassman                          | Östersund Frösö SLK    | 1998   |               |              |      |
| Gustaf Lindqvist                       | Sundsvalls SLK         | 2001   |               |              |      |
| William Jonsson                        | Klövsjö Alpina         | 2001 - | Alfred Olsson | Vemdalens IF | 2000 |
| Herrar träningsgrupp Fart              |                        |        |               |              |      |
| Namn                                   | Klubb                  | Född   |               |              |      |
| Felix Monsén                           | Åre SLK                | 1994   |               |              |      |
| Alexander Köll                         | Landskrona Skiclub     | 1990   |               |              |      |
| Olle Sundin                            | Djurgårdens IF AF      | 1997   |               |              |      |

| Damer träningsgrupp 1 - teknik | Damer träningsgrupp 1 - teknik | Damer träningsgrupp 1 - teknik |
| Namn                           | Klubb                          | Född                           |
| ------------------------------ | ------------------------------ | ------------------------------ |
| Frida Hansdotter               | Norbergs SLK                   | 1985                           |
| Sara Hector                    | Kungsbergets AK                | 1992                           |
| Emelie Wikström                | IFK Sävsjö                     | 1992                           |
| Anna Swenn-Larsson             | Rättviks SLK                   | 1991                           |
| Estelle Alphand                | Åre SLK                        | 1995                           |
| Damer träningsgrupp 2 - teknik |                                |                                |
| Namn                           | Klubb                          | Född                           |
| Charlotta Säfvenberg           | UHSK Umeå SK                   | 1994                           |
| Elsa Håkansson Fermbäck        | Vemdalens IF                   | 1998                           |
| Ylva Stålnacke                 | Kiruna BK                      | 1992                           |
| Sara Rask                      | Sollentuna SLK                 | 2000                           |
| Emelie Henning                 | Järfälla AK                    | 1999                           |
| Magdalena Fjällström           | Tärna IK Fjällvinden           | 1995                           |
| Damer träningsgrupp 3          |                                |                                |
| Namn                           | Klubb                          | Född                           |
| Evelina Fredricsson            | Huddinge SK AK                 | 1999                           |
| Hilma Lövblom                  | Täby SLK                       | 2000                           |
| Ida Dannewitz                  | Uppsala SLK                    | 1999                           |
| Michelle Kervén                | Huddinge SK AK                 | 1998                           |
| Moa Clementson                 | Uppsala SLK                    | 2000                           |
| Damer träningsgrupp fart       |                                |                                |
| Namn                           | Klubb                          | Född                           |
| Lisa Hörnblad                  | Höga Kusten Alpin              | 1996                           |
| Helena Rapaport                | Mälaröarnas Alpina SK          | 1994                           |
| Lin Ivarsson                   | Åre SLK                        | 1996                           |

### 2017/2018
| Herrar träningsgrupp 1 - teknik  | Herrar träningsgrupp 1 - teknik | Herrar träningsgrupp 1 - teknik |
| Namn                             | Klubb                           | Född                            |
| -------------------------------- | ------------------------------- | ------------------------------- |
| André Myhrer                     | Bergsjö Hassela Alpina          | 1983                            |
| Mattias Hargin                   | Huddinge SK                     | 1985                            |
| Matts Olsson                     | Valfjällets SLK                 | 1988                            |
| Mattias Rönngren                 | Åre SLK                         |                                 |
| Gustav Lundbäck                  | Luleå AK                        |                                 |
| Kristoffer Jakobsen              | Storklintens AK Skalp           |                                 |
| Herrar träningsgrupp 2 - teknik  |                                 |                                 |
| Namn                             | Klubb                           | Född                            |
| Max-Gordon Sundquist             | Östersund Frösö SLK             |                                 |
| Anthon Cassman                   | Östersund Frösö SLK             |                                 |
| Emil Johansson                   | SK Vitesse                      |                                 |
| Hannes Grym                      | Storklintens AK Skalp           |                                 |
| Jesper Ask                       | IFK Arvidsjaur                  |                                 |
| Dan-Axel Grahn                   | Östersund Frösö SLK             |                                 |
| Herrar träningsgrupp teknik/fart |                                 |                                 |
| Namn                             | Klubb                           | Född                            |
| Felix Monsén                     | Åre SLK                         |                                 |
| Zack Monsén                      | Åre SLK                         |                                 |
| Filip Platter                    | Åre SLK                         |                                 |
| Olle Sundin                      | Djurgårdens IF AF               |                                 |

| Damer träningsgrupp 1 - teknik | Damer träningsgrupp 1 - teknik | Damer träningsgrupp 1 - teknik |
| Name                           | Klubb                          | Född                           |
| ------------------------------ | ------------------------------ | ------------------------------ |
| Frida Hansdotter               | Norbergs SLK                   |                                |
| Maria Pietilä Holmner          | UHSK Umeå SK                   |                                |
| Emelie Wikström                | IFK Sävsjö                     |                                |
| Anna Swenn-Larsson             | Rättviks SLK                   |                                |
| Damer träningsgrupp 2 - teknik |                                |                                |
| Name                           | Klubb                          | Född                           |
| Sara Hector                    | Kungsbergets AK                |                                |
| Nathalie Eklund                | Leksands SLK                   |                                |
| Ylva Stålnacke                 | Kiruna BK                      |                                |
| Lisa Blomqvist                 | UHSK Umeå SK                   |                                |
| Lovisa Grant                   | IFK Lidingö SLK                |                                |
| Magdalena Fjällström           | Tärna IK Fjällvinden           |                                |
| Damer träningsgrupp fart       |                                |                                |
| Name                           | Klubb                          | Född                           |
| Kajsa Kling                    | Åre SLK                        |                                |
| Lisa Hörnblad                  | Höga Kusten Alpin              |                                |
| Helena Rapaport                | Mälaröarnas Alpina SK          |                                |
| Lin Ivarsson                   | Åre SLK                        |                                |
| Fanny Axelsson                 | IFK Mora AK                    |                                |

### Damer
- Frida Hansdotter
- Jessica Lindell Vikarby
- Maria Pietilä Holmner
- Emelie Wikström
- Sara Hector
- Anna Swenn-Larsson
- Nathalie Eklund
- Magdalena Fjällström
- Kajsa Kling
- Charlotta Säfvenberg

### Herrar
- André Myhrer
- Hans Olsson
- Jens Byggmark
- Markus Larsson
- Mattias Hargin
- Axel Bäck
- Matts Olsson
- Anton Lahdenperä
- Calle Lindh
- Douglas Hedin

## Tidigare profiler
- Ingemar Stenmark
- Anja Pärson
- Pernilla Wiberg
- Stig Strand
- Patrik Järbyn
- Fredrik Nyberg
- Thomas Fogdö